# Bitwa w cieśninie Blackett
Bitwa w cieśninie Blackett (jap. ビラ・スタンモーア夜戦, także bitwa o Vila-Stanmore) – bitwa morska stoczona podczas wojny na Pacyfiku w czasie II wojny światowej 6 marca 1943 roku w cieśninie Blackett pomiędzy wyspami Kolombangara a Arundel na Wyspach Salomona.

## Podłoże
Po zwycięstwie Amerykanów w kampanii na Guadalcanalu działania na Wyspach Salomona przeniosły się na zachód, gdzie Japończycy stworzyli sporych rozmiarów garnizon na wyspie Kolombangara. Nocą 5 marca 1943 roku japońskie niszczyciele „Murasame” i „Minegumo” pod dowództwem komandora porucznika Yōji Tanegashima po zabraniu zapasów skierowały się do bazy Vila na Kolombangarze.

## Bitwa
Po wyładowaniu zapasów w drodze powrotnej dwa japońskie okręty natknęły się na Task Force 68 składające się z trzech lekkich krążowników (USS „Montpelier”, „Cleveland” i „Denver”) oraz trzech niszczycieli (USS „Conway”, „Cony” i „Waller”) pod dowództwem kontradmirała Aarona Merrila. Jednostki te wcześniej zbombardowały pozycje japońskie w Vila.
Po krótkiej bitwie obydwa japońskie niszczyciele zostały zatopione. 53 ocalonych z „Murasame” i 122 ocalonych z „Minegumo” zdołało dotrzeć do japońskich pozycji. Dwaj inni ocaleni z „Minegumo” zostali przechwyceni przez wojska amerykańskie.

## Po bitwie
7 maja 1943 roku stawiacze min USS „Gamble”, „Breese” i „Preble” położyły miny wzdłuż całej cieśniny Blackett celem przecięcia ruchów okrętów japońskich płynących przez tę cieśninę. Następnego dnia japońskie niszczyciele „Oyashio”, „Kagerō” i „Kuroshio” wpłynęły na miny w tej okolicy. „Kuroshio” zatonął natychmiast, a „Oyashio” i „Kagerō” zatonęły nieco później tego samego dnia po ataku i dodatkowych zniszczeniach od amerykańskich samolotów z lotniska Henderson Field.

## PT-109
Kolejną operacją, która wydarzyła się w cieśninie Blackett było wysłanie 15 kutrów PT, w tym PT-109 Johna F. Kennedy’ego. Celem było przechwycenie tzw. Tokyo Express, czyli konwoju transportowego w dniu 2 sierpnia 1943 roku. Podczas czegoś co National Geographic nazwał „bardzo źle zaplanowanym i fatalnie skoordynowanym atakiem” wzięło udział 15 kutrów z 60 torpedami. Jednak z 30 torped wystrzelonych przez kutry PT, nawet jedna nie osiągnęła celu.
W bitwie tylko cztery z tych kutrów PT posiadały radar i rozkazano im powrócić do bazy po wystrzeleniu torped. Kiedy okręty odpłynęły, pozostałe stały się „ślepe” oraz pozbawione słownych rozkazów, co spowodowało jeszcze większe zamieszanie.
Będąc na patrolu po opuszczeniu pola bitwy przez wcześniej wymienione cztery kutry, PT-109 został staranowany podczas bezksiężycowej nocy przez niszczyciel „Amagiri”, który wracał z misji dostarczenia zapasów. Silniki kutra PT były wyłączone, aby ukryć kurs przed wodnosamolotami. Podawane były sprzeczne informacje dotyczące tego, czy kapitan niszczyciela zauważył i skierował swój okręt w kierunku kutra. Członkowie załogi niszczyciela twierdzili, że kolizja z kutrem PT-109 nie była przypadkiem, choć istnieją też inne raporty, że kapitan japońskiej jednostki nie zdawał sobie sprawy, aż do momentu kolizji. Kapitanem na PT-109 był przyszły prezydent Stanów Zjednoczonych John F. Kennedy. Jego załoga była uważana za zaginioną przez US Navy, ale później zostali oni odnalezieni przez mieszkańców Wysp Salomona Biuku Gasa i Eroni Kumana.